# Мисливці за зміями
Мисливці за зміями (англ. Rattlesnake Republic) — реаліті-шоу, де 4 команди (в деяких серіях 5) заробляють на життя виловом гримучих змій та змагаються за найкращі показники у цій справі за сезон у Техасі (США) — республіці змій. Це більше, ніж робота — це стиль життя.
Виловлені рептилії продаються дилерам. Фунт гада коштує біля 4-6 доларів, іноді дорожче. Це багатомільйонний бізнес. Отрута змій йде на медичні дослідження, м'ясо — у їжу, шкіра — на виготовлення одягу тощо.